# José Ramón Amieva
José Ramón Amieva Gálvez (Mixquiahuala de Juárez, Hidalgo; 30 de agosto de 1972) es un abogado y político mexicano, miembro del partido Morena. Originario de Mixquiahuala de Juárez, Hidalgo. Del 29 de marzo de 2018 al 4 de diciembre de 2018 fue Jefe de Gobierno de la Ciudad de México en sustitución de Miguel Ángel Mancera tras la renuncia de este al cargo. Del 15 de diciembre de 2020 al 13 de julio de 2023 fue presidente municipal de Mixquiahuala de Juárez, Hidalgo.

## Vida personal
Sus primeros años de estudios los hizo en el jardín de niños “Benito Juárez.” Después, cursó la primaria en la escuela “Amado Nervo”, donde han estudiado otros destacados mixquiahualenses. En esta etapa escolar destacan sus habilidades para la declamación y las matemáticas.
Como muchos de los jóvenes mixquiahualenses, José Ramón tuvo que emigrar a la Ciudad de México en busca de su vocación. Primero aplicó para estudiar la carrera de derecho en la Universidad Panamericana, pero enseguida tomó la decisión de regresar al campo a trabajar con su papá. No obstante, una tía logró persuadirlo para que no dejara sus estudios y lo acompañó a inscribirse, también en la carrera de derecho, en la Universidad del Valle de México.

## Vida profesional
A los 20 años empezó a trabajar en una Vocalía Ejecutiva. Luego, por recomendación de un amigo, consiguió un empleo en la Lista de Raya. Logró titularse con un promedio notable de 9.8, gracias a lo cual obtuvo una beca del Banco Interamericano de Desarrollo (BID) para estudiar la maestría. 
Su primera incursión en la administración pública del Distrito Federal fue como Jefe de la Unidad Departamental de lo Contencioso y Obra Pública de la Comisión Coordinadora para el Desarrollo Rural de la Ciudad de México, dependiente de la Secretaría del Medio Ambiente. También fue subdirector jurídico de la Comisión de Recursos Naturales y Gerente Jurídico de dicha comisión. 
En 2000 se incorporó a la Secretaría de Desarrollo Económico de la Ciudad de México, donde fue nombrado Apoderado Legal y posteriormente Director Jurídico del Fideicomiso Público y Fondo para el Desarrollo Económico de la Ciudad de México. 
En 2002 se desempeñó como Asesor Jurídico del Secretario de Gobierno, Alejandro Encinas Rodríguez y en 2005 fue designado como Coordinador General Jurídico del Jefe de Gobierno.
En 2007 se incorporó a la Procuraduría General de Justicia del Distrito Federal como Coordinador de Asesores del Subprocurador de Control de Procesos y entre 2009 y 2011 fue titular de la Subprocuraduría Jurídica, de Planeación, Coordinación Interinstitucional y de Derechos. 
El 5 de diciembre de 2012 fue designado por el Jefe de Gobierno del Distrito Federal, Miguel Ángel Mancera, al frente de la Consejería Jurídica y de Servicios Legales del Distrito Federal. En este cargo tuvo bajo su mando la justicia cívica de la Ciudad de México y los registros civiles, además de fungir como asesor legal del Jefe de Gobierno.
Después de la llamada crisis de gabinete, fue designado como Secretario de Desarrollo Social del Distrito Federal, a partir del 15 de julio de 2015, cargo en el que permaneció hasta el 23 de febrero de 2018 cuando fue nombrado como Secretario de Gobierno.
En 2020 participó en el elecciones estatales de Hidalgo de 2020, siendo candidato a presidente municipal de Mixquiahuala de Juárez abanderado por el partido morena. La noche del 21 de octubre del año 2020 se le hizo entrega de su constancia de mayoría que lo acreditaba como ganador de la jornada electoral en Mixquiahuala de Juárez celebrada el 18 de octubre de 2020.

## Formación académica
Amieva Gálvez es licenciado en Derecho por la Universidad del Valle de México, maestro en Administración Pública por el Instituto Nacional de Administración Pública y doctor en Derecho Procesal por la Universidad Marista.
Ha cursado tres diplomados: Desarrollo Organizacional en la Universidad Nacional Autónoma de México —UNAM—; Derecho Penal y uno más en Procedimiento Penal Mexicano.